# Aulla
Aulla település Olaszországban, Massa-Carrara megyében. Lakosainak száma 10 656 fő (2023. január 1.). Aulla Fivizzano, Licciana Nardi, Santo Stefano di Magra, Bolano, Fosdinovo, Podenzana és Sarzana községekkel határos.

## Népesség
A település népességének változása:
| Lakosok száma | 11 121 | 11 092 | 10 656 |
|               | 2017   | 2018   | 2023   |